# James Blair (Ruderer)
James „Jim“ Howard Blair (* 28. Oktober 1909 in Placerville, Kalifornien; † 23. Mai 1992 ebenda) war ein US-amerikanischer Ruderer.
Der 1,83 m große Blair war 1932 nach Steuermann Norris Graham das kleinste und leichteste Mitglied des Achters der Golden Bears, des Sportteams der University of California, Berkeley. Der Achter siegte bei den Meisterschaften der Intercollegiate Rowing Association und qualifizierte sich auch für die Olympischen Spiele 1932 in Los Angeles. Im Vorlauf der Olympischen Regatta gewann der Achter mit vier Sekunden Vorsprung auf das Boot aus Kanada. Im Finale führte lange der italienische Achter, der im Ziel zwei Zehntelsekunden Rückstand auf das kalifornische Boot hatte, Bronze ging an die Kanadier.
Nach seinem Studium ging Blair wie Schlagmann Edwin Salisbury in die Verpackungsindustrie.